# Мантилья, Мария Хулия
Мария Хулия Мантилья (исп. María Julia Mantilla; родилась 10 июля 1984 года в Трухильо) — перуанская фотомодель, победительница международного конкурса красоты Мисс Мира 2004. Также выигрывала титул Мисс Ла-Либертад, заняла второе место на национальном конкурсе «Мисс Перу».

## Биография
Мантилья родилась и выросла в Трухильо, получала педагогическое образование. До победы на конкурсе красоты работала фотомоделью, профессиональной танцовщицей и ведущей популярной в Перу телепередачи. Также занималась лёгкой атлетикой и становилась чемпионкой Перу в современном пятиборье.
В Перу её также называют Маху Мантилья, чтобы избежать путаницы с её тётей Марией Хулией Мантильей Майер, которая становилась победительницей конкурса Мисс Перу 1969 года и полуфиналисткой конкурса Мисс Вселенная 1969.
В 2005 году она передала свою корону и титул исландке Уннур Бирне Вильхьялмсдоттир.